# یواس‌اس نیوپورت (پی‌اف-۲۷)
یواس‌اس نیوپورت (پی‌اف-۲۷) (به انگلیسی: USS Newport (PF-27)) یک کشتی بود. این کشتی در سال ۱۹۴۳ ساخته شد.